# Talia Balsam
Talia Balsam, född 5 mars 1959 i New York, är en amerikansk skådespelerska.

## Utmärkelser
Balsam vann ett Theatre World Award 1992.

## Roller i urval
- 1977 – Gänget och jag (TV-serie) (3 avsnitt)
- 1987 – Den unge förföraren
- 1989–1990 – Livet runt trettio (TV-serie) (2 avsnitt)
- 1997–1998 – Profiler (TV-serie) (2 avsnitt)
- 2003–2004 – Brottskod: Försvunnen (TV-serie) (7 avsnitt)
- 2005 – Min första kärlek
- 2007–2014 – Mad Men (TV-serie) (14 avsnitt)
- 2007 – The Cake Eaters
- 2008 – The Wackness
- 2011 – No Strings Attached
- 2016–2019 – Divorce (TV-serie) (24 avsnitt)
- 2023 – Wilderness (TV-serie) (6 avsnitt)